# Liste der Länderspiele der afghanischen Futsalnationalmannschaft
Die Liste der Länderspiele der afghanischen Futsalnationalmannschaft beinhaltet alle Spiele der Auswahl. Sie bestritt am 26. Oktober 2007 ihr erstes Länderspiel. Im Jahre 2015 gelang der Auswahl ihren ersten Länderspielerfolg.
| Nr. | Datum      | Ergebnis | Gegner        | Austragungsort          | Anlass                                | Bemerkung                                             |
| --- | ---------- | -------- | ------------- | ----------------------- | ------------------------------------- | ----------------------------------------------------- |
| 1   | 26.10.2007 | 2:23     | Thailand      | Macau (CHN)             | Hallen-Asienspiele 2007               | Erstes Länderspiel, erstes Länderspiel gegen Thailand |
| 2   | 28.10.2007 | 1:6      | Malaysia      | Macau (CHN)             | Hallen-Asienspiele 2007               | Erstes Länderspiel gegen Malaysia                     |
| 3   | 30.10.2007 | 2:3      | Macau         | Macau (CHN)             | Hallen-Asienspiele 2007               | Erstes Länderspiel gegen Macau                        |
| 4   | 10.11.2009 | 3:8      | Kirgisistan   | Ho-Chi-Minh-Stadt (VNM) | AFC Futsal Championship Qualifikation | Erstes Länderspiel gegen Kirgistan                    |
| 5   | 11.11.2009 | 0:2      | Turkmenistan  | Ho-Chi-Minh-Stadt (VNM) | AFC Futsal Championship Qualifikation | Erstes Länderspiel gegen Turkmenistan                 |
| 6   | 12.11.2009 | 2:10     | Tadschikistan | Ho-Chi-Minh-Stadt (VNM) | AFC Futsal Championship Qualifikation | Erstes Länderspiel gegen Tadschikistan                |
| 7   | 27.06.2013 | 2:10     | Usbekistan    | Incheon                 | Incheon 2013 Cup                      | Erstes Länderspiel gegen Usbekistan                   |
| 8   | 29.06.2013 | 6:7      | Katar         | Incheon                 | Incheon 2013 Cup                      | Erstes Länderspiel gegen Katar                        |
| 9   | 14.11.2015 | 5:6      | Tadschikistan | Khujand                 | AFC Futsal Championship-Qualifikation |                                                       |
| 10  | 15.11.2015 | 2:2      | Kirgisistan   | Khujand                 | AFC Futsal Championship-Qualifikation |                                                       |
| 11  | 16.11.2015 | 5:3      | Turkmenistan  | Khujand                 | AFC Futsal Championship-Qualifikation | Erster Länderspielsieg                                |